# شپرد اسمیت
دیوید شپرد اسمیت جونیر (انگلیسی: Shepard Smith؛ زادهٔ ۱۴ ژانویهٔ ۱۹۶۴) که بهتر به عنوان شپرد اسمیت یا شپ اسمیت معروف است، گوینده اخبار تلویزیونی آمریکایی است. او مجری سابق فاکس ریپورت به همراه شپرد اسمیت و استیودیو بی در فاکس نیوز بود. اسمیت در اکتبر ۲۰۱۳ مجری شپرد اسمیت گزارش می‌دهد و نیز ادیتور مدیریتی بخش اخبار فوری شبکه فاکس نیوز است.